# 高辻麗
高辻麗 （日语：高辻 麗， 4月9日—）是居住在日本的女性聲優和偶像，是虛擬聲優偶像團體22/7的前成員之一。

## 簡歷
2016年
- 12月24日 - 在 22/7 的 10,325 名申請人中通過了最終的試鏡 [2]。

2017年
- 3月4日 - 因 22/7 並不會公布成員本名及年齡，於是在SHOWROOM直播「私たちの名付け親になってください」中向大眾募集藝名[3] ，而最後確定藝名為「高辻麗」。在此之前因其喜歡乃木坂46成員生田繪梨花，故皆以生田繪梨花的暱稱「Iku-Chan（いくちゃん）」稱呼之。
- 5月16日 - 在角色決定的 SHOWROOM 直播中，並未被選為當時宣布的八位主要角色的配音演員[注 1] 。
- 7月22日 - 在「"22/7"之日 第一次的 Live Event」中，宣布了將會參與出道單曲的 C/W 曲。與此同時，也是第一次在公開場合露臉[4] 。
- 9月20日 - 22/7 的第一首單曲「僕は存在していなかった」主流出道，而同時高辻麗也參與了 C/W 曲「11人が集まった理由」。

2018年
- 5月18日 - 開設個人Twitter帳號。
- 9月20日 - 在紀念出道一周年的「22/7 計算中特別活動」中宣布擔任角色 東条悠希（角色設計：渡辺明夫）[5] 。
- 12月1日 - 綜藝節目「22/7 計算中」的第 21 集中，正式以 東条悠希 的名義開始活動。

2019年
- 5月22日 - 在第五回的22/7定期公演「ナナニジライブ」中，表演了自己编写和导演的朗讀剧。 [6]也在同日開設了個人Instagram帳號。
- 8月21日 - 參與第4張單曲「何もしてあげられない」，此次為首次參與22/7的主打歌。

2020年
- 2月5日 - 宣布因身体状况不佳而休息 [7]。
- 5月15日 - 在 YouTube Live 『ナナニジROOM 〜enjoy stay home〜』中出現，並重新開始活動[8] 。

2021年
- 1月21日 - 參與劇團「爆走小學生（日语：爆走おとな小学生）」主演的舞台劇「勇者セイヤンの物語〜ノストラダム男の大予言〜」，這是高辻麗第一次出演舞台劇並擔任女主角。
- 11月1日 - 因自身心身因素決定與 22/7 解約[9]。

## 人物
興趣是看動畫，喜歡的動畫包括：「光之美少女系列」、「暮蟬悲鳴時」、「日常」  、「阿松」  、「 Kiznaiver 」 、「TOUCH 鄰家女孩」等。她是光之美少女系列的忠实粉丝，其中最喜歡的作品是「Smile 光之美少女！，該作品裡面的美麗天使便是使其嚮往成為配音员的原因之一。
乃木坂46中最喜歡的成員為生田繪梨花，並且在 22/7 的最終試鏡中演唱了「第幾次的藍天？」 。
喜歡唱歌，並且唱過非常多VOCALOID相關的曲目。此外，她對Vocaloid、VTuber、 UTAU等虚拟角色及语音合成技術也有着浓厚的兴趣，自己也很想嘗試看看這方面的部分。喜歡的Vtuber是富士葵   。
喜歡的藝人包含三月的Phantasia、永遠是深夜有多好。、Yorushika等。
因為家裡參加了收容流浪貓的活動，因此从小就是和許多猫一起长大。不過不只是貓咪，對於一般的動物也很喜歡。
與峯田茉優、Mia（三月的Phantasia）、YURiKA等人是很好的朋友。

## 演出作品

### 电视动画
- 跳水男孩 (2017，女高中生) ※以うらのねこ的名義
- 青春豬頭少年不會夢到兔女郎學姊（2018 年，安濃八重） ※以うらのねこ的名義
- 22/7 (2020，東条悠希）

### 游戏
- メゾン22/7 ～私たちと一緒に見よう！VRコメンタリー～（本人出演）
- 22/7 音樂時間（東条悠希 [18] )

### 电视节目
- 22/7 計算中（2018年7月7日—2019年12月28日）—東条悠希
- 22/7 計算中 第二季（2020年4月4日—2021年1月1日）—東条悠希
- 22/7 檢算中（2021年1月9日—3月27日）— 高辻麗
- 22/7 計算中 第3季（2021年4月3日—）—東条悠希

### 电影
- 阿宅的戀愛太難 （2020年2月7日，東寶）- 音樂部分[19]

### 舞台劇
- 勇者セイヤンの物語～ノストラダム男の大予言～（2021年1月21日 - 24日，东京：オルタナティブシアター[22] ）- 擔任 ヒロイン・ソウコ[23]
- コトバノコトバ（2021年3月17日 - 21日、シアターサンモール） - 擔任 クーナ[24]
- サイキック学園～青春超能力バトル～（2021年5月12日・14日、スペース・ゼロ） - 擔任 日替わりゲスト[25]
- 初等教育ロイヤル（2021年7月23日 - 25日予定、京都：京都劇場[注 2]） - 擔任 女主角佐藤小姐[27]
- アサルトリリィ・御台場女学校編（2021年8月20日 - 29日予定） - 擔任 今村紫[28]

### 廣播劇
- 22/7 除不盡的廣播（2017年4月23日-2018年7月1日，超！A&G+ ) - 不定期[29]
- A&G ARTIST ZONE THE CATCH （2018年4月2日 - 2019年3月25日，超！A&G+) - 每周一固定的「 22/7 THE CATCH 」 [30]
- 22/7 除不盡的廣播+（2020 年 7 月 4 日-，超！A&G+)-不定期

### 22/7 参与歌曲
收錄於「僕は存在していなかった」（2017年9月20日）
- 11人聚集的原因（11人が集まった理由）

收錄於「シャンプーの匂いがした」（2018年4月11日）
- やさしい記憶
- 叫ぶしかない青春
- 循環バス

收錄於「理解者」（2018年8月22日）
- 韋駄天娘
- 不確かな青春
- 未来があるから

收錄於「何もしてあげられない」（2019年8月21日）
- 何もしてあげられない
- 君はMoon
- とんぼの気持ち
- ロマンスの積み木
- Rain of lies

收錄於「ムズイ」（2020年2月26日）
- 僕らの環境
- 足を洗え!
- 願いの眼差し

收錄於「風は吹いてるか?」（2020年9月30日）
- 風は吹いてるか?
- ポニーテールは振り向かせない
- 半チャーハン（晴れた日のベンチ）

收錄於「僕が持ってるものなら」（2021年2月24日）
- 僕が持ってるものなら
- タチツテトパワー
- 好きと言ったのは噓だ
- 雷鳴のDelay（紅組）

## 脚注

### 注解
1. ↑  團體組成時，原暫定擔任滝川美羽的聲優
2. ↑  原先預定於2020年12月在京都、東京舉辦公演[26]。